# Erich Kauer
Erich Kauer (* 8. Januar 1908; † 30. Dezember 1989) war ein deutscher Fußballspieler.

## Karriere

### Vereine
Kauer gehörte von 1923 bis 1942 dem Berliner Tennis-Club Borussia an, für den er als Mittelfeldspieler in den vom Verband Brandenburgischer Ballspielvereine organisierten Meisterschaften bis 1933 Punktspiele bestritt. Als Aufsteiger in die Gruppe A, als eine von zweien, die mit jeweils zehn Mannschaften im Rundenturnier mit Hin- und Rückspiel ausgetragen wurde, schloss er diese mit seiner Mannschaft als Viertplatzierter ab. Nach drei Spielzeiten, jeweils Zweitplatzierter, ging seine Mannschaft am Saisonende 1927/28 als Sieger der Gruppe B hervor. Die Berliner Meisterschaft wurde – nachdem es nach Hin- und Rückspiel 4:4 gestanden hatte – mit 0:4 im Entscheidungsspiel gegen Hertha BSC verloren; so auch – im Gesamtergebnis von 4:7 nach erneut notwendig gewordenem Entscheidungsspiel – im Folgejahr und mit 2:5 – nach Hin- und Rückspiel – am Saisonende 1929/30.
Auch am Saisonende 1930/31, als neben dem Bezirk Berlin-Brandenburg auch im in Bezirksligen unterteilten Bezirk Pommern gespielt wurde, belegte er mit seiner Mannschaft in der erstmals ausgespielten Finalrunde, hinter Hertha BSC den zweiten Platz. Mit dem am 26. Dezember 1931 gegen den SC Wacker 04 Tegel mit 6:0 gewonnenen Spiel gewann er mit dem Berliner Pokal seinen zweiten Titel.
Von 1933 bis 1942 spielte er in der Gauliga Berlin-Brandenburg, in einer von zunächst 16, später auf 23 aufgestockten Gauligen zur Zeit des Nationalsozialismus als einheitlich höchste Spielklasse im Deutschen Reich; am Saisonende 1940/41 gewann er mit der Gaumeisterschaft seinen dritten Titel.
Aufgrund der Erfolge in den Jahren 1931, 1932 und 1941 nahm er auch an den jeweiligen Endrundenspielen um die Deutsche Meisterschaft teil und bestritt insgesamt sieben Spiele; genauso viele wie im Tschammerpokal-Wettbewerb, dem seit 1935 eingeführten Pokalwettbewerb für Vereinsmannschaften. In diesem gelang ihm am 13. Juli 1941 im Erstrundenspiel beim 6:0-Sieg über den LSV Stettin mit dem Treffer zum 2:0 in der 39. Minute sein einziges Tor.
Nach dem Krieg wirkte Kauer als Spielertrainer bei der SpVgg Neckarelz und betreute zeitweise auch den FC Asbach.

### Nationalmannschaft
Kauer bestritt für die A-Nationalmannschaft fünf Länderspiele. Sein Debüt gab er am 2. November 1930 in Breslau beim 1:1-Unentschieden gegen die Nationalmannschaft Norwegens. Im Spieljahr 1931 folgten drei weitere Länderspiele, die gegen die Nationalmannschaft der Niederlande, Schwedens und erneut Norwegens allesamt remis endeten. Sein letztes Länderspiel, das er gegen die Nationalmannschaft Österreichs bestritt wurde am 13. September 1931 mit 0:5 in Wien verloren.

## Erfolge
- Gaumeister Berlin-Brandenburg 1941
- Berliner Pokalsieger 1931
- Berliner Meister 1932